# Eclipse基金会
Eclipse基金会是管理和运营开源项目Eclipse的基金会。

## 历史
Eclipse基金会成立于2004年2月2日。Eclipse联盟（一个软件行业的联盟组织）发起成立了Eclipse基金会，以期管理和引领Eclipse项目 。

## 战略成员
每个战略成员在Eclipse基金会董事会都有一名代表，直接影响Eclipse的战略方向。
战略成员还在各种Eclipse理事会中占有一席之地，影响和丰富Eclipse的生态系统。
| - Actuate - Bredex GmbH - CA科技 - 愛立信 - Google | - IBM - Innoopract - itemis - Obeo | - 甲骨文公司 - SAP公司 - Skymind公司 |

战略成员链接：Eclipse Foundation Membership （页面存档备份，存于）

## 其他成员
除战略成员以外，Eclipse基金会在全世界还大约有190个成员，覆盖许多行业和技术领域。

## 拓展阅读
- Kerner, Sean Michael. . internetnews.com. 2006-06-26  [2017-05-31]. （原始内容存档于2016-03-27）.
- Kerner, Sean Michael. . internetnews.com. 2006-09-05  [2017-05-31]. （原始内容存档于2016-03-25）.
- Kerner, Sean Michael. . internetnews.com. 2006-11-08  [2017-05-31]. （原始内容存档于2016-05-26）.